# Adelheid av Meissen

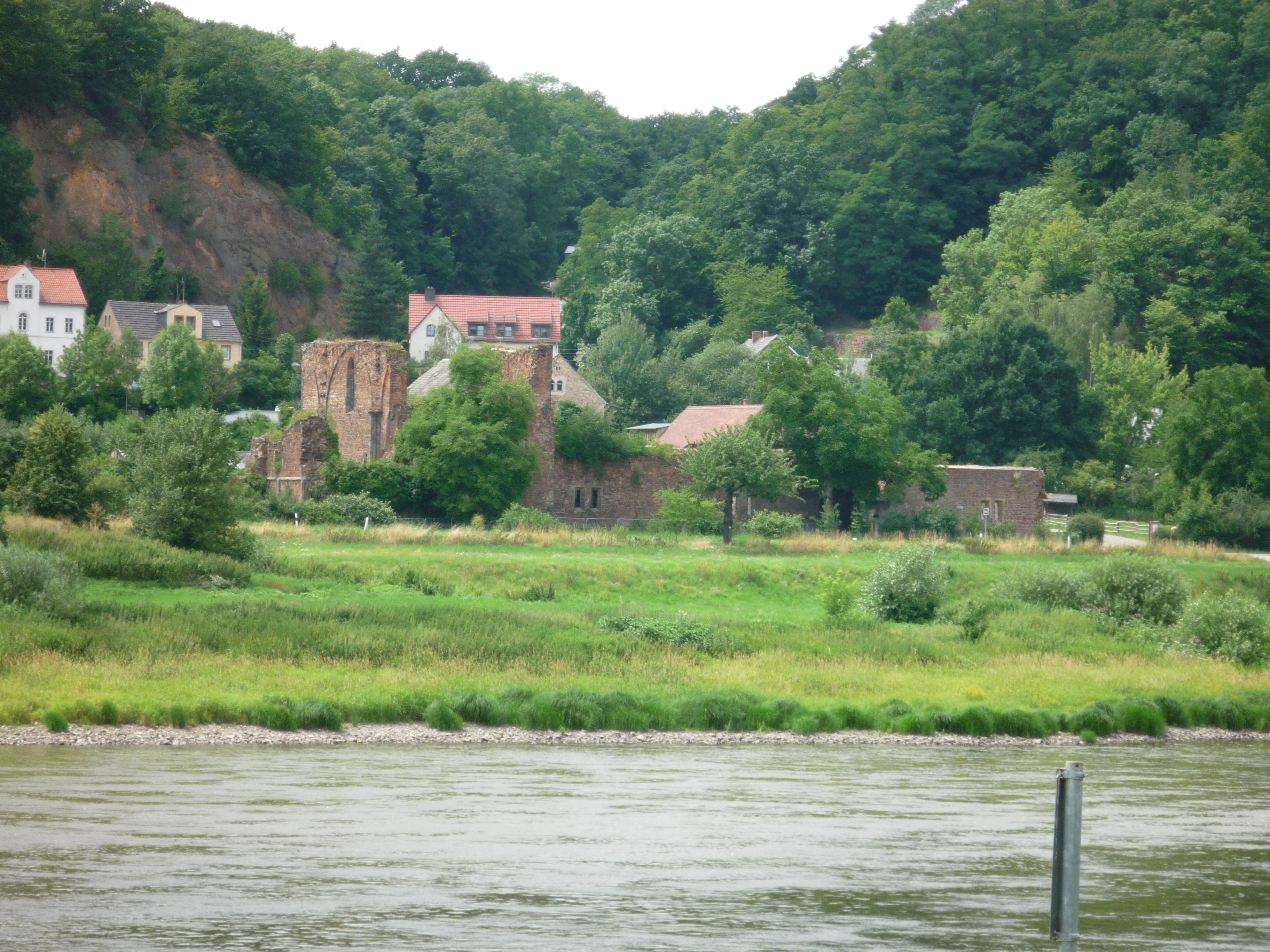
Ruinerna av des Heiligen Kreuzes kloster i Meissen, där Adelheid tillbringade sina sista år.

Adelheid av Meissen, född 1160, död 1211, var en drottning av Böhmen; gift 1178 med kung Ottokar I av Böhmen.
Adelheid och Ottokar möttes under Ottokars exil i Tyskland och blev möjligen tvingade att gifta sig på grund av graviditet. De bosatte sig strax därpå i Böhmen. 
År 1193 tvingades paret lämna Böhmen och återvända till Tyskland. Adelheid återvände till sitt barndomshem, och paret levde så småningom separerade. När maken återvände till Böhmen 1197 följde hon inte med honom. 
Ottokar anhöll om en annullering på grund av släktskap och gifte 1199 om sig. Adelheid godkände inte skilsmässan utan återvände 1205 till Böhmen med sina döttrar. Efter att makens andra fru fött en son samma år förklarades skilsmässan giltig av påven och Adelheid lämnade landet.     